# Cockley Cley
Cockley Cley is een civil parish in het bestuurlijke gebied Breckland, in het Engelse graafschap Norfolk met 232 inwoners.